# Croton aripoensis
Croton aripoensis là một loài thực vật có hoa trong họ Đại kích. Loài này được Philcox mô tả khoa học đầu tiên năm 1977.